# Elizabeth de Burgh, 4th Countess of Ulster
Elizabeth de Burgh, 4th Countess of Ulster, född 1332, död 1363, var en engelsk prinsessa, gift 1352 med den engelska prinsen Lionel av Antwerpen.
Hon var dotter till William Donn de Burgh, 3rd Earl of Ulster, och Maud of Lancaster. Hon var sin fars arvtagare och blev grevinna av Ulster och ägare av ansenliga områden på Irland vid ett års ålder 1333. Som viktig vasall och landägare uppfostrades hon vid det engelska hovet, och ett äktenskap arrangerades med en medlem av kungahuset. Giftermålet ägde rum 1352. Paret fick ett barn, dottern Philippa, som ärvde sin mors jord och titel. 